# Ismael Pelegrí i Pons
Ismael Pelegrí i Pons   (Maó, 15 de desembre de 1975) és un filòleg, escriptor, poeta i docent espanyol.
Ha estat cap de la secció de Llengua i Literatura de l'Institut Menorquí d'Estudis i també va ser el vocal per les Illes Balears de l'AELC, és docent de l'institut IES Joan Ramis i Ramis. Entre altres premis i distincions va obtenir el premi de narrativa curta Illa de Menorca (2000)  i el Premi Vila de Lloseta (2022) .

## Obres
- Alcalfar (2022)[5]
- De l'animal que s'imposa (2017)[5]
- Homenatge a Josep Salord i Farnés (2020)[6]